# Motorová jednotka 847
Motorové jednotky řady 847 jsou dvoudílné motorové jednotky vyráběné v Polsku společností PESA Bydgoszcz pro České dráhy, které je nazvaly RegioFox. Jde o českou variantu typu PESA Link II.

## Výroba jednotky
Výrobu této jednotky započala Pesa Bydgoszcz v roce 2022. České dráhy si objednaly celkem 108 kusů těchto souprav, rámcová smlouva umožňuje objednat až 160 kusů.

## Technický popis
Jednotka se skládá ze dvou článků lehké stavby se společným Jakobsovým podvozkem. Vozové skříně jsou ocelové. Ke spojování jednotek slouží samočinné spřáhlo.
Hnací agregáty jsou umístěny pod podlahou za krajními podvozky (směrem ke středu jednotky) a pohánějí vždy obě dvojkolí přilehlého podvozku, která jsou mechanicky spojená.
Jednotky jsou vybavené klimatizací, oddílem 1. třídy, audiovizuálním informačním systémem pro cestující, oddíly pro přepravu kol a kočárků, toaletou přístupnou pro vozíčkáře, jsou částečně nízkopodlažní, nabízejí palubní sít WiFi. U sedadel se nacházejí zásuvky 230V a USB porty. Souprava disponuje 115 místy k sezení, z toho je 15 sedaček sklopných a 9 v 1. třídě, celková kapacita je 335 cestujících. Ve vybraných spojích je oddíl 1. třídy nahrazen tichým oddílem. Jednotky jsou z výroby vybaveny zabezpečovačem ETCS a kamerovým systémem. Jedna jednotka stojí zhruba 90 milionů korun.

## Nasazení a provoz
Z první části objednávky má být 10 jednotek dodáno do Středočeského kraje, 9 na Vysočinu, 7 do Jihočeského kraje a 7 do Pardubického kraje. Druhá část objednávky v počtu 33 jednotek má zamířit do Královéhradeckého kraje, třetí část pak v počtu 10 do Plzeňského kraje. Zatím poslední čtvrtá třicetikusová část má být dodána opět převážně do Středočeského kraje.
Zkušební provoz jednotek s cestujícími začal v srpnu 2023 v Praze a Středočeském kraji.
Jednotky jezdí v několika barevných provedení:
Korporátní barvy ČD od studia najbrt, červeno-šedé barvy Pražské Integrované dopravy, tmavě modré barvy Plzeňského kraje. a šedivé barvy Pardubického kraje Svou barevnou variantu připravoval i Královéhradecký kraj, z toho nakonec sešlo.[zdroj?]

### Rozdělení do domovských dep
- 847.001 - 003; 021 - 024 SÚ Tábor
- 847.004 - 010; 018 - 020 SÚ Rakovník (jednotky v barvách PIDu)
- 847.011 - 017 SÚ Havlíčkův Brod (jednotky v barvách Pardubického kraje)
- 847.025 - 033 SÚ Havlíčkův Brod
- 847.034 - 049 SÚ Trutnov
- 847.067 - 076 SÚ Plzeň (jednotky v barvách Plzeňského kraje)[12]

### Nasazení:
Jednotky řady 847 jsou nasazovány na následujících traťových úsecích:

#### Spěšné vlaky
- Trutnov hl. n. – Chlumec nad Cidlinou – Velký Osek – Kolín
- Havlíčkův Brod – Telč – Slavonice (Renesance)
- Znojmo – Moravské Budějovice – Okříšky – Jihlava (– Havlíčkův Brod) (Veltlínské zelené, Ryzlink rýnský, Sauvignon)
- Havlíčkův Brod – Pardubice centrum
- Hradec Králové hl. n. – Svoboda nad Úpou / Broumov
- Náchod – Choceň (o víkendech)
- Plzeň hl. n. – Železná Ruda

#### Osobní vlaky
- Havlíčkův Brod – Žďár nad Sázavou – Nové Město na Moravě
- Jihlava – Okříšky – Třebíč
- Žďár nad Sázavou – Nové Město na Moravě – Nedvědice – Tišnov
- Znojmo – Moravské Budějovice – Okříšky
- (Slavonice –) Dačice – Telč – Kostelec u Jihlavy – Jihlava (– Havlíčkův Brod)
- Havlíčkův Brod – Žďárec u Skutče – Pardubice centrum
- Havlíčkův Brod – Žďár nad Sázavou
- Havlíčkův Brod – Ledeč nad Sázavou
- Trutnov hl. n. – Svoboda nad Úpou (pouze vybrané spoje)
- Městec Králové – Lomnice nad Popelkou
- Praha – Rudná u Prahy – Beroun
- Beroun – Rakovník
- Klatovy – Železná Ruda
- Bezdružice – Plzeň - Radnice

Aktuální k datu 9. 3. 2025

## Galerie

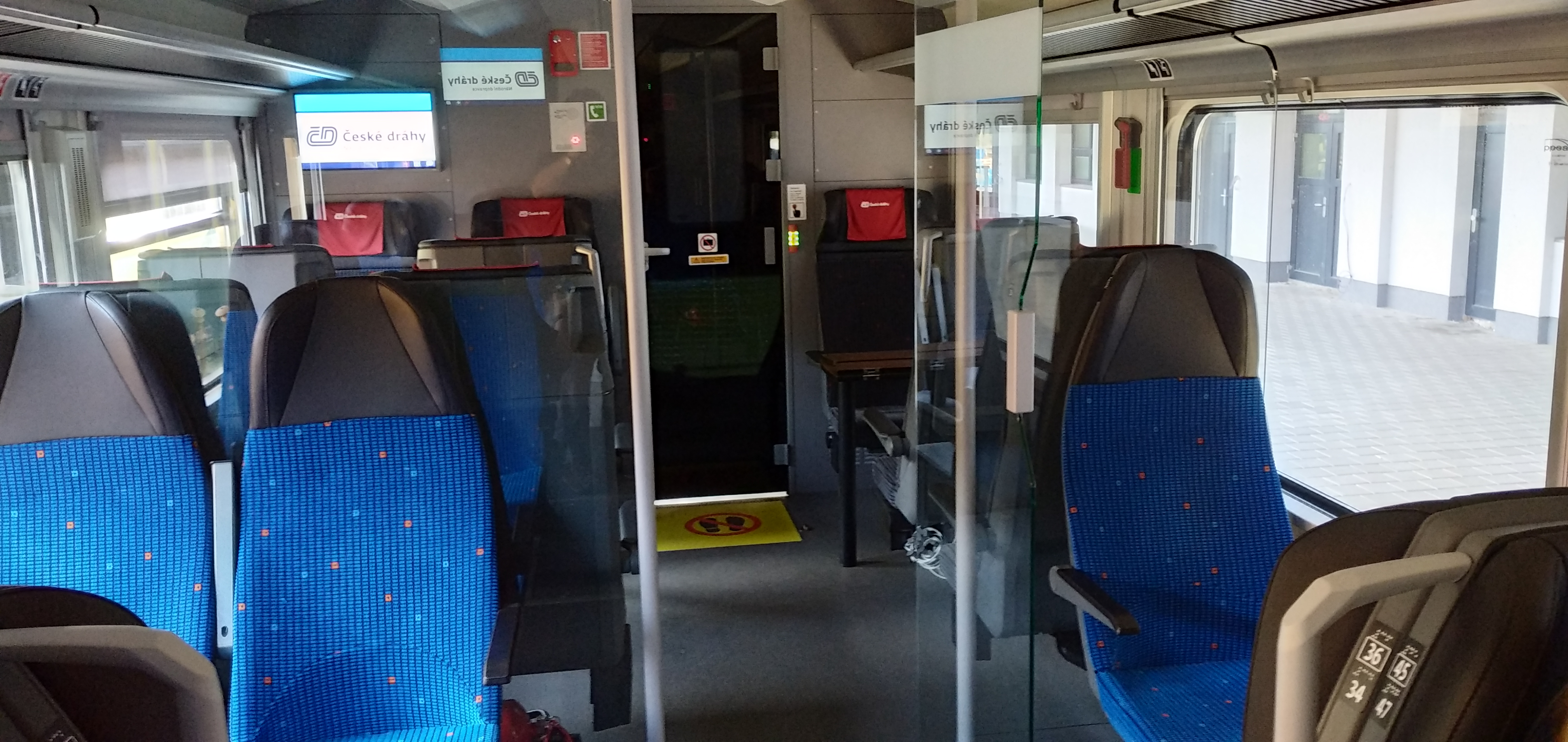
Interiér jednotky
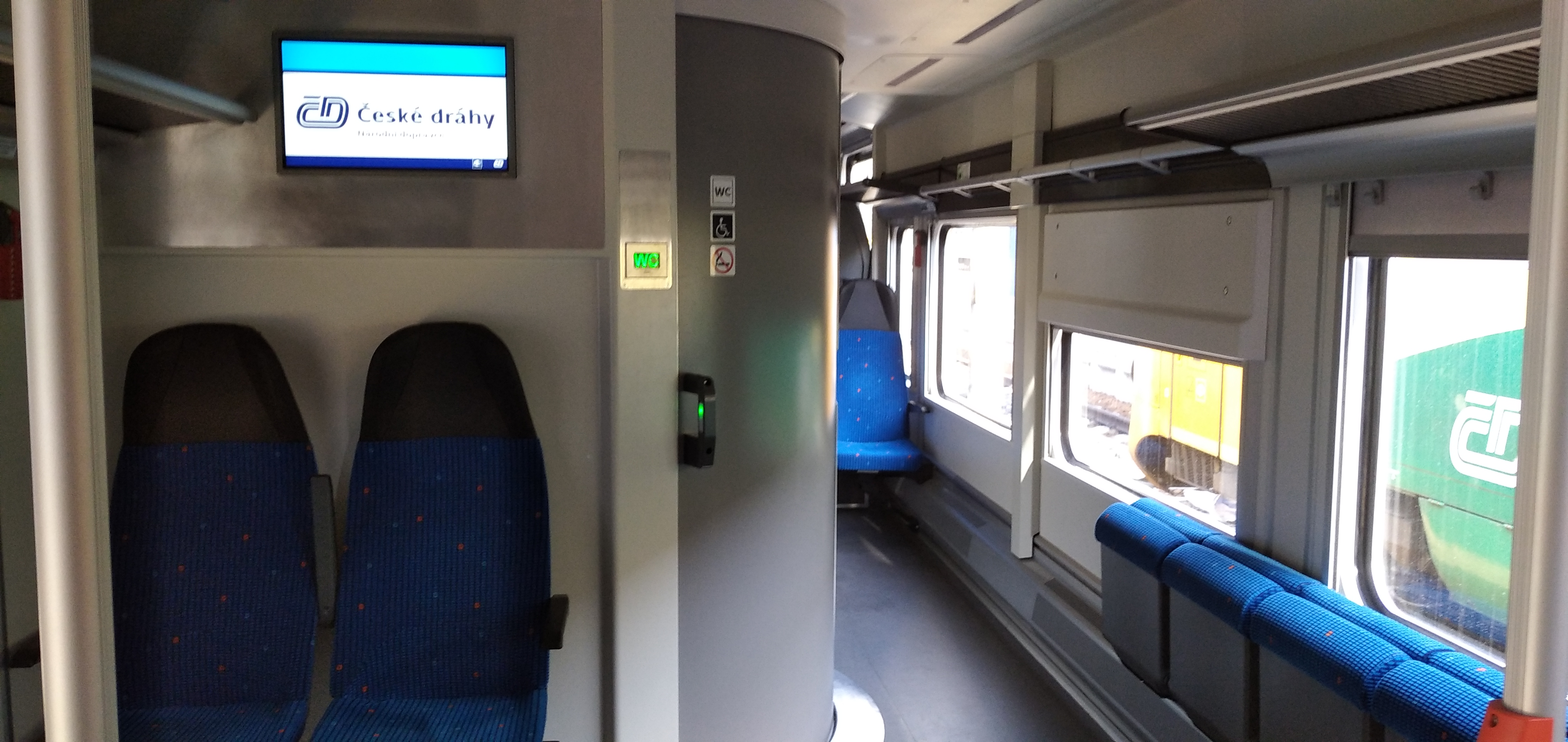
Interiér jednotky
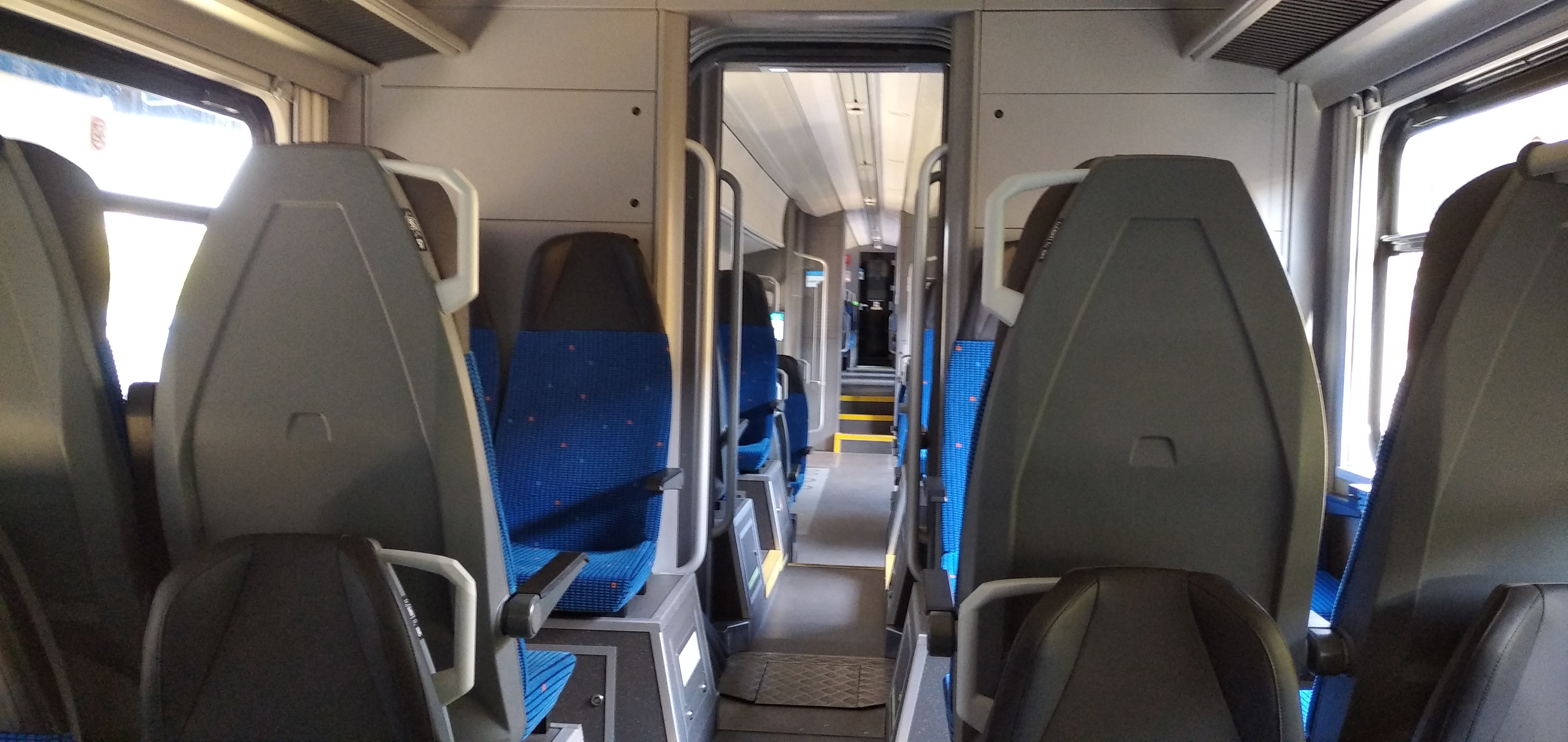
Interiér jednotky
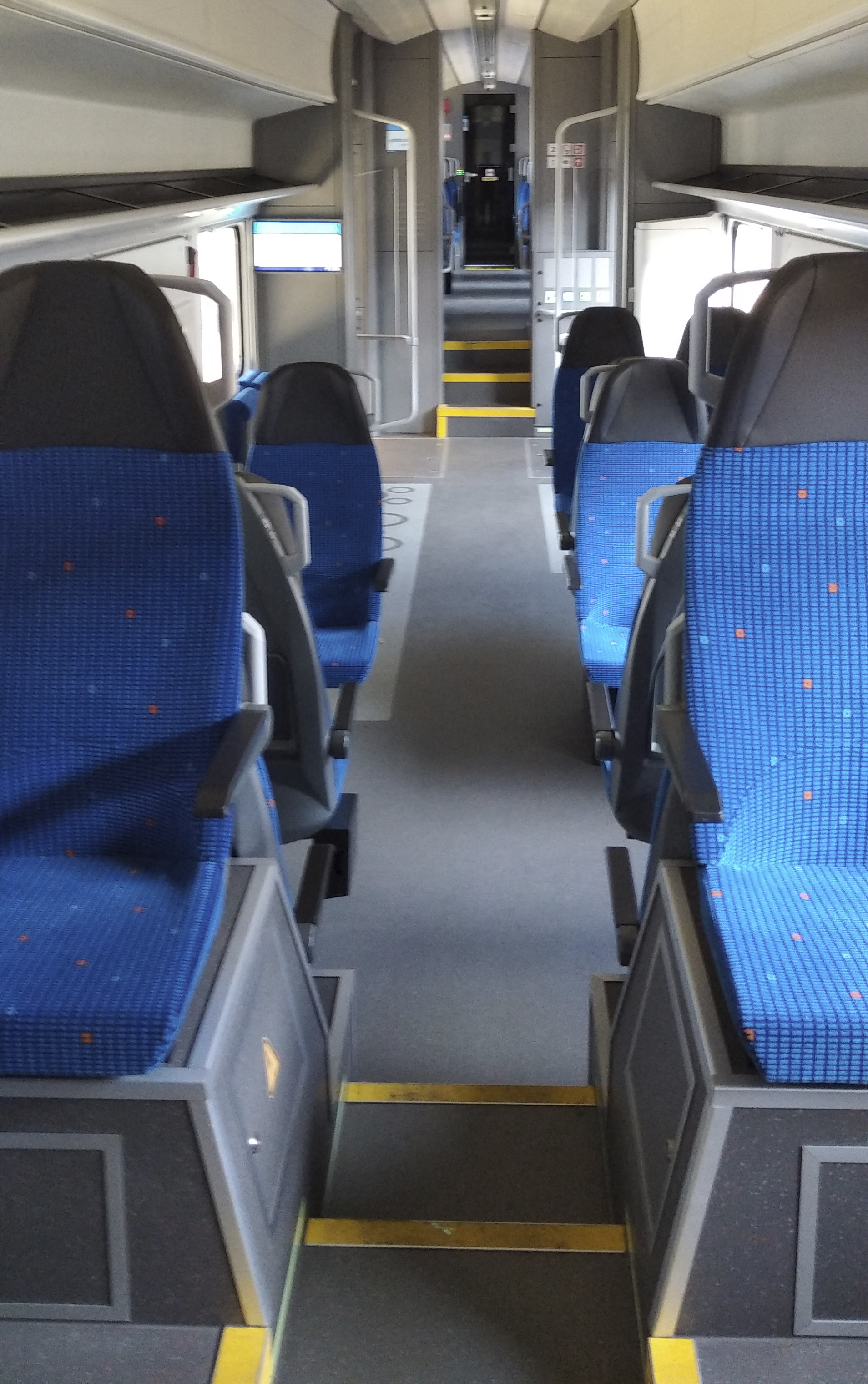
Interiér jednotky
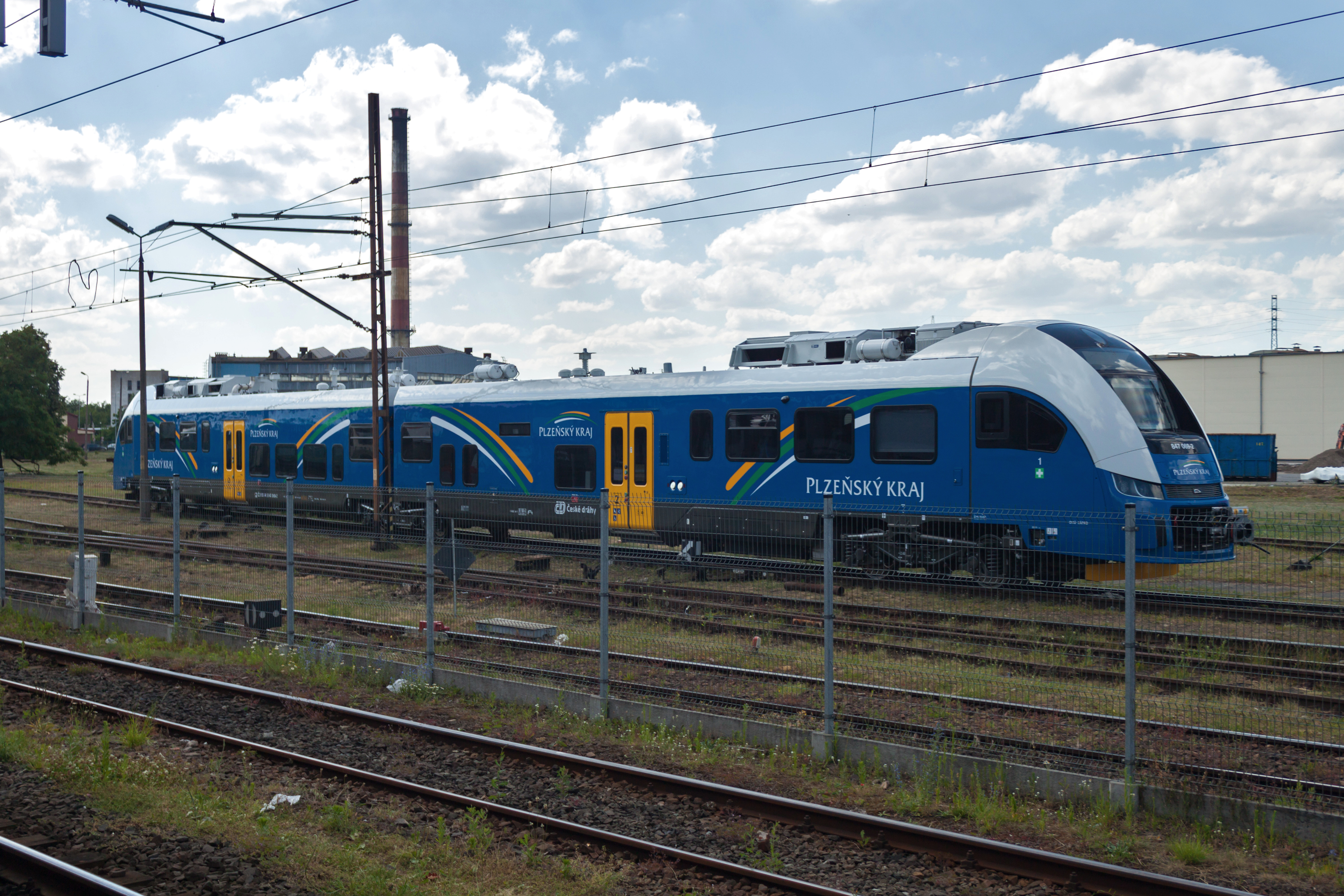
Jednotka v barvách Plzeňského kraje
Samočinné spřáhlo
Samočinné spřáhlo, detail
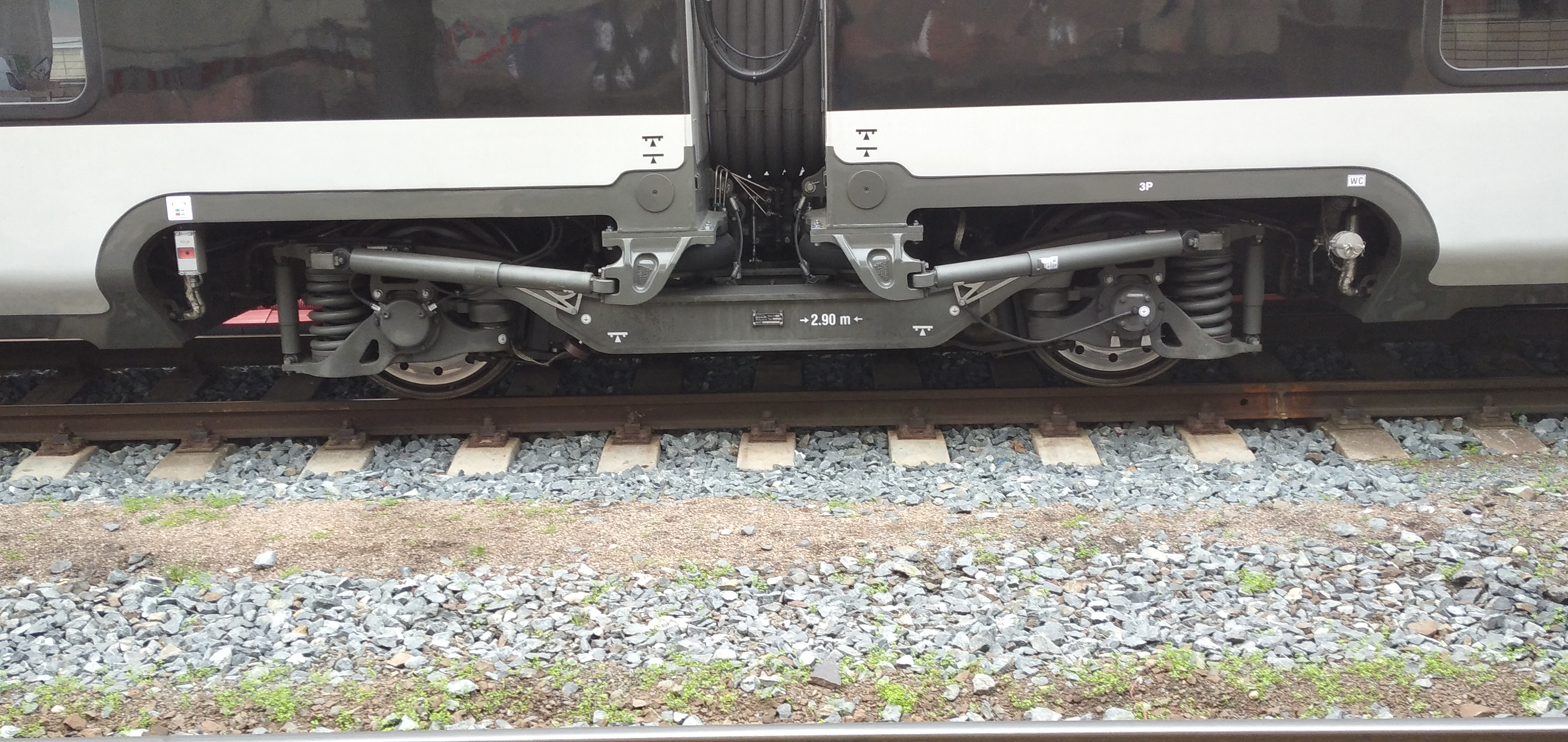
Jakobsův podvozek